# Wardell (nome)
Wardell  è un nome proprio di persona inglese maschile.

## Origine e diffusione
Riprende il cognome inglese Wardell, a sua volta derivato da un toponimo di origine inglese antica, avente il significato di "collina di guardia" (da weard, "posto di guardia" e "guardia", "sentinella", e hyll, "collina").

## Onomastico
Il nome è adespota, cioè non è portato da alcun santo. L'onomastico quindi si festeggia il giorno di Ognissanti, che è il 1º novembre.

## Persone
- Wardell Gray, tenorsassofonista statunitense
- Wardell Jackson, cestista statunitense